# Liste der Baudenkmäler in Aletshausen

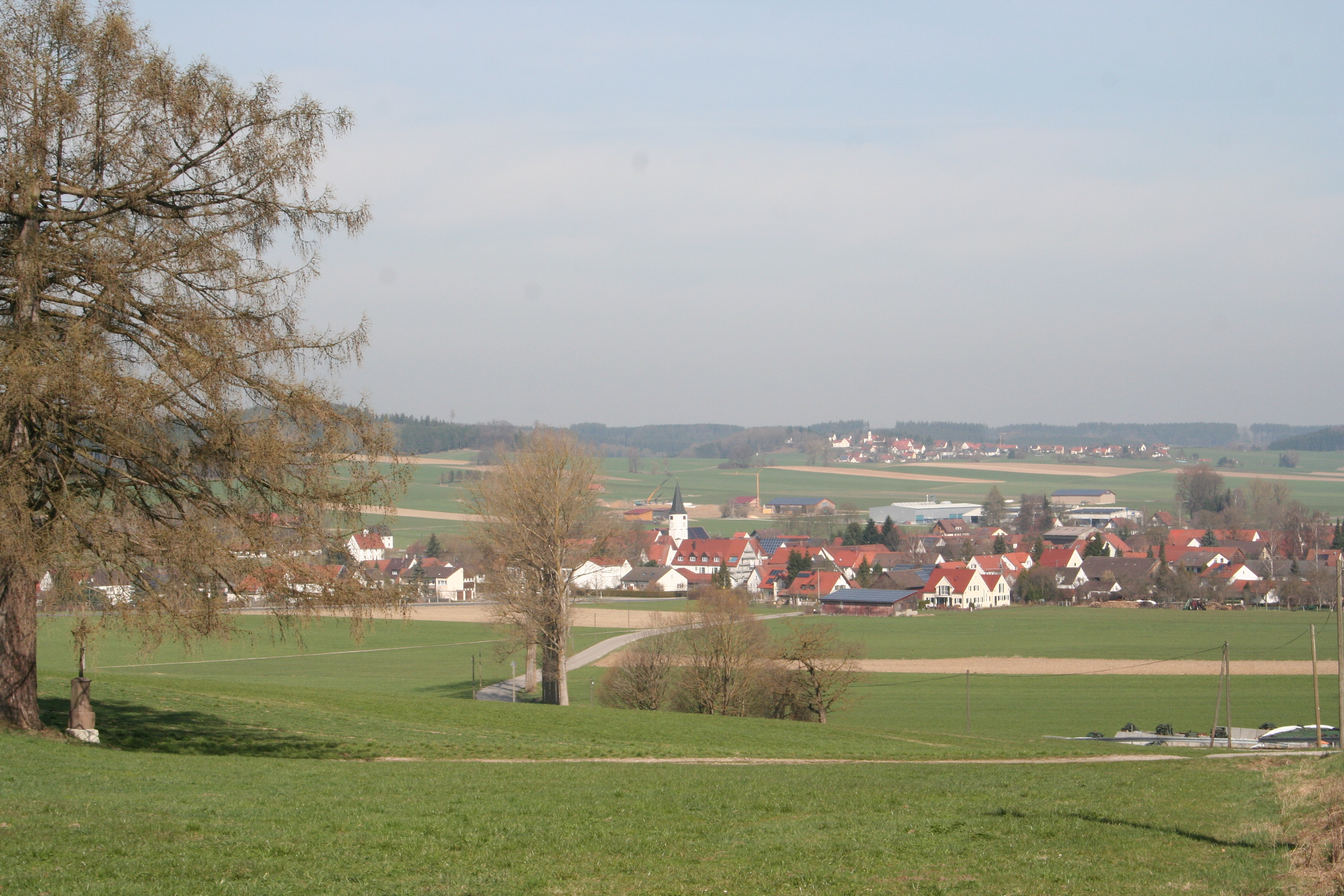
Blick auf Aletshausen

Auf dieser Seite sind die Baudenkmäler in der schwäbischen Gemeinde Aletshausen zusammengestellt. Diese Tabelle ist eine Teilliste der Liste der Baudenkmäler in Bayern. Grundlage ist die Bayerische Denkmalliste, die auf Basis des Bayerischen Denkmalschutzgesetzes vom 1. Oktober 1973 erstmals erstellt wurde und seither durch das Bayerische Landesamt für Denkmalpflege geführt wird. Die folgenden Angaben ersetzen nicht die rechtsverbindliche Auskunft der Denkmalschutzbehörde.

## Baudenkmäler nach Ortsteilen

### Aletshausen
| Lage                                                                                           | Objekt                               | Beschreibung | Akten-Nr.              | Bild |
| ---------------------------------------------------------------------------------------------- | ------------------------------------ | --- | ---------------------- | --- |
| Am Sandweg (einen Kilometer südlich, an der Bundesstraße, unweit von Haupeltshofen) (Standort) | Bildstock                            | 19. Jahrhundert | D-7-74-111-10 Wikidata | Bildstock |
| B 16, Tobelfeld (am nördlichen Ortsende an der Bundesstraße) (Standort)                        | Bildstock                            | Zweite Hälfte 19. Jahrhundert (könnte schon zu Krumbach gehören?) | D-7-74-111-9           | [[Vorlage:Bilderwunsch/code!/C:48.2116,10.38673!/D:B 16, Tobelfeld (am nördlichen Ortsende an der Bundesstraße), Bildstock!/\|BW]] |
| Haupeltshofer Straße (bei der Einmündung in die Krumbacher Straße) (Standort)                  | Bildstock                            | 18. Jahrhundert; mit Ausstattung | D-7-74-111-8 Wikidata  | Bildstock |
| Haupeltshofer Straße 2 (Standort)                                                              | Katholische Pfarrkirche Heilig Kreuz | Langgestreckter Saalbau, im Kern 2. Hälfte 15. Jahrhundert, Polygonalchor und Turmobergeschosse im Kern nach 1520, Verlängerung des Langhauses 1762 und 1910/11; mit Ausstattung | D-7-74-111-1 Wikidata  | weitere Bilder |
| Haupeltshofer Straße 3 (Standort)                                                              | Pfarrstadel                          | Massivbau mit Satteldach und Segmentbogentor, bez. 1839, stark erneuert | D-7-74-111-2 Wikidata  | Pfarrstadel |
| Kirchenstraße 10 (Standort)                                                                    | Bauernhaus                           | Zweigeschossiger Mitterstallbau mit konstruktivem Fachwerk im Scheunenteil, wohl zweite Hälfte 18. Jahrhundert                                                                   | D-7-74-111-3 Wikidata  | Bauernhaus |
| Schulstraße 26 (Standort)                                                                      | Wohnhaus                             | Einfirsthof. zweigeschossiger Satteldachbau mit Trauf- und Solgesims, Scheunenteil mit Fachwerk, bez. 1835.                                                                      | D-7-74-111-5 Wikidata  | Wohnhaus |
| Schulstraße 33 (Standort)                                                                      | Holzfigur                            | Hl. Wendelin, 1. Hälfte 18. Jahrhundert | D-7-74-111-6 Wikidata  | BW |
| Winzer Berg (östlich vom Ort) (Standort)                                                       | Lourdeskapelle                       | Offener Holzständerbau mit Flachsatteldach und großer Felsengrotte, frühes 20. Jahrhundert; davor Anlage mit Kreuzwegstationen                                                   | D-7-74-111-7 Wikidata  | weitere Bilder |

### Haupeltshofen
| Lage                    | Objekt                                                               | Beschreibung | Akten-Nr.              | Bild           |
| ----------------------- | -------------------------------------------------------------------- | --- | ---------------------- | -------------- |
| Am Käppele 5 (Standort) | Katholische Wallfahrtskirche Mariä Heimsuchung (vorher: Maria Trost) | Rotunde, um 1618, östlicher Anbau 1687, Langhaus im Kern 1722, umgebaut 1766/67, mit Dachreiter; mit Ausstattung | D-7-74-111-11 Wikidata | weitere Bilder |

### Wasserberg
| Lage                       | Objekt  | Beschreibung                                                                | Akten-Nr.              | Bild           |
| -------------------------- | ------- | --------------------------------------------------------------------------- | ---------------------- | -------------- |
| Flur Wasserberg (Standort) | Kapelle | Einfacher Rechteckbau mit eingezogener Rundapsis, vor 1834; mit Ausstattung | D-7-74-111-13 Wikidata | weitere Bilder |

### Winzer
| Lage                         | Objekt                              | Beschreibung | Akten-Nr.              | Bild           |
| ---------------------------- | ----------------------------------- | --- | ---------------------- | -------------- |
| Hauptstraße 35 (Standort)    | Pfarrhaus                           | Stattlicher zweigeschossiger Satteldachbau 1747 unter Einbeziehung zweier Vorgänger aus dem späten 17. Jahrhundert und von 1730/31, Architekturgliederung in Ritztechnik; Gartenhaus, wohl 2. Viertel 19. Jahrhundert; quadratischer Gartenpavillon, wohl 2. Viertel 18. Jahrhundert; Steinkreuz, spätmittelalterlich, in der Mauer des Pfarrgartens | D-7-74-111-14 Wikidata | weitere Bilder |
| Hauptstraße 36 (Standort)    | Katholische Pfarrkirche St. Michael | Hoher Saalbau von 1860 mit eingezogenem Chor, um 1457, Turm Ende 15. Jahrhundert; mit Ausstattung | D-7-74-111-15 Wikidata | weitere Bilder |
| Hinter den Gärten (Standort) | Marienkapelle                       | Kleiner Massivbau mit knapp eingezogener Apsis und Lisenengliederung, um 1870 | D-7-74-111-16 Wikidata | weitere Bilder |